# Bahnstrecke Bierbaum–Neudau
| |                      |                            |                            |
| Streckenlänge: | 9,2 km               |                            |                            |
| Spurweite: | 1435 mm (Normalspur) |                            |                            |
| |                      |                            |                            |
| \| \| \| Thermenbahn von Fehring \| \| \| \| 0,0 \| Bierbaum \| 260 m ü. A. \| \| \| \| Thermenbahn nach Friedberg \| \| \| \| \| Weinseißmühle \| 268 m ü. A. \| \| \| 6,0 \| Burgau \| 274 m ü. A. \| \| \| 9,2 \| Neudau \| 285 m ü. A. \| |                      |                            |                            |
| Strecke |                      | Thermenbahn von Fehring    | Thermenbahn von Fehring    |
| Bahnhof | 0,0                  | Bierbaum                   | 260 m ü. A.                |
| Abzweig ehemals geradeaus und nach links |                      | Thermenbahn nach Friedberg | Thermenbahn nach Friedberg |
| Haltepunkt / Haltestelle (Strecke außer Betrieb) |                      | Weinseißmühle              | 268 m ü. A.                |
| Bahnhof (Strecke außer Betrieb) | 6,0                  | Burgau                     | 274 m ü. A.                |
| Kopfbahnhof Streckenende (Strecke außer Betrieb) | 9,2                  | Neudau                     | 285 m ü. A.                |

Die Bahnstrecke Bierbaum–Neudau war eine Nebenbahn in der Steiermark in Österreich, die ursprünglich als Teil der Lokalbahn Fürstenfeld–Hartberg–(Neudau) erbaut und betrieben wurde. Sie zweigte in Bierbaum von der Bahnstrecke Fehring–Friedberg ab und führte entlang des Flusstales der Lafnitz nach Neudau.

## Geschichte

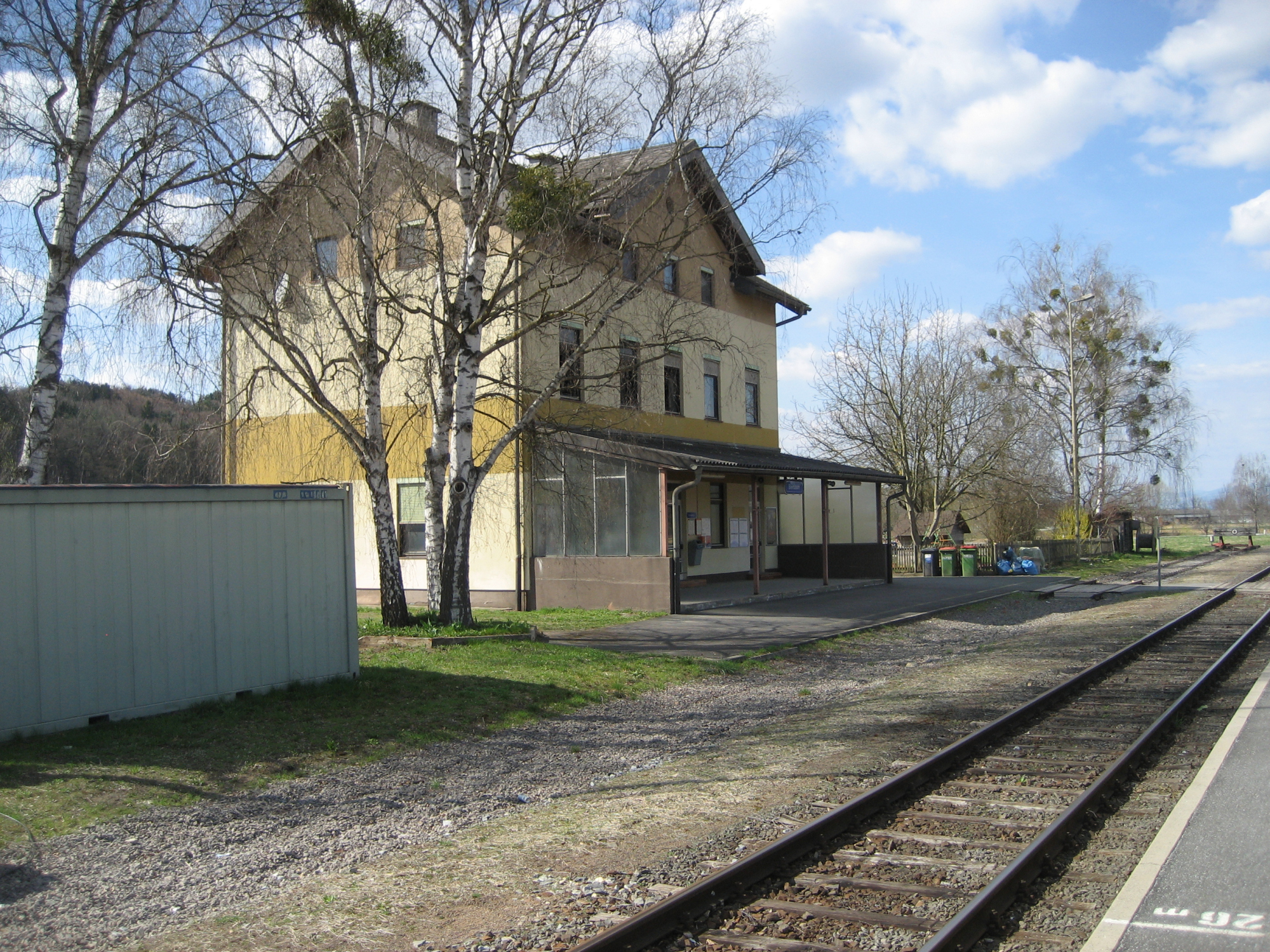
Der Bahnhof Bierbaum

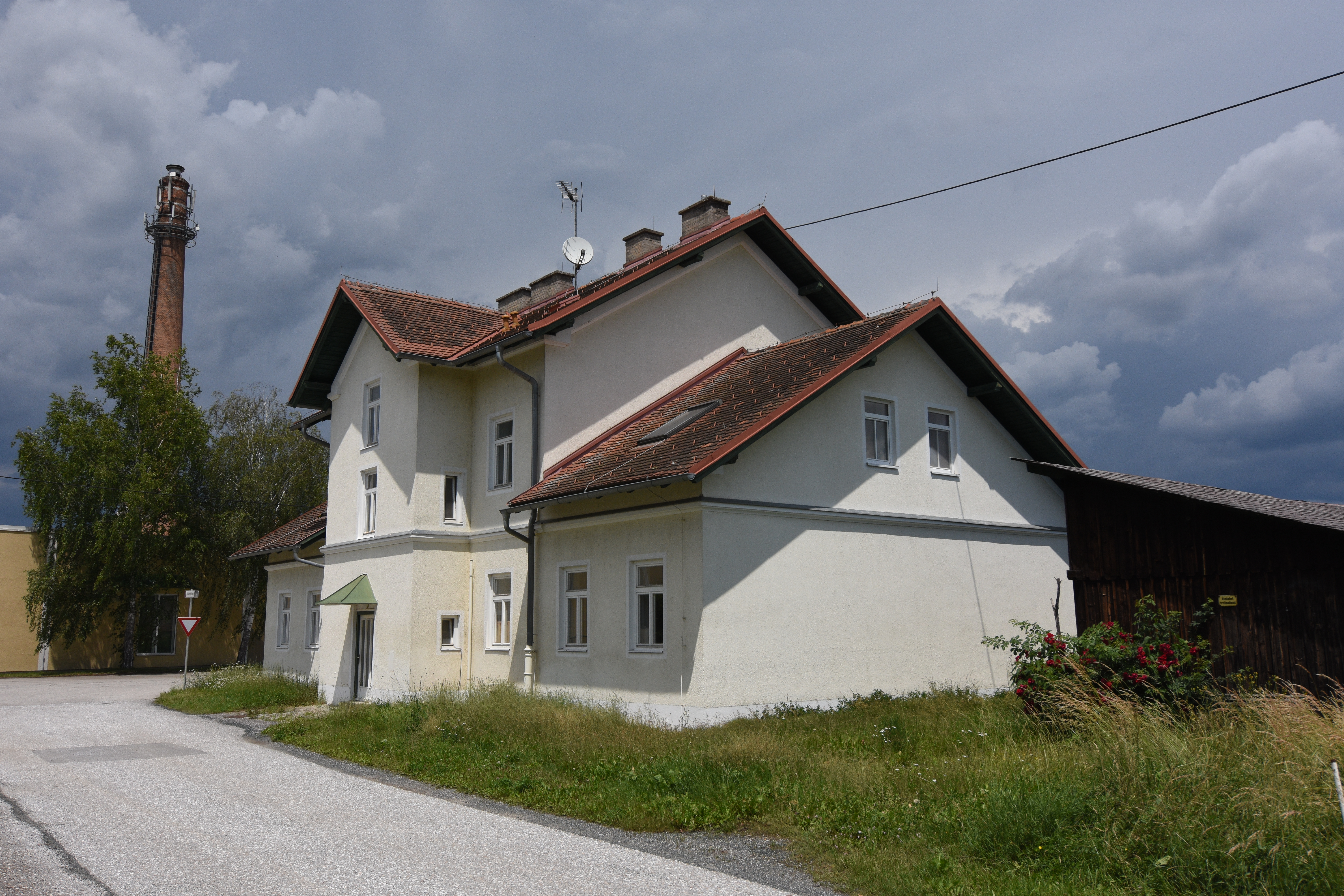
Ehemaliges Bahnhofsgebäude Neudau

Dem Bahnbau wurde die Concessionsurkunde vom 22. Juli 1890, für die Localbahn von Fürstenfeld nach Hartberg mit einer Abzweigung [von einem Punkte … bei Bierbaum über Burgau] nach Neudau zugrunde gelegt. Die Strecke von Bierbaum nach Neudau wurde am 19. Oktober 1891 für den allgemeinen Personen- und Güterverkehr eröffnet.
Hauptkunde der Bahn im Güterverkehr war ein Industriebetrieb in Neudau. Da in die Erhaltung sowie den Ausbau jahrelang nichts investiert wurde, verschlechterte sich der Zustand des Ober- und Unterbaus in den letzten Betriebsjahren stark, und die Strecke war nur noch mit Geschwindigkeiten von 20 km/h und weniger befahrbar. Am 12. Dezember 1987 wurde der Personenverkehr eingestellt, zum 31. Dezember 1988 jeglicher Betrieb, und bald darauf wurde der gesamte Gleiskörper abgetragen.

## Streckenverlauf
Die Bahnstrecke verließ den Bahnhof Bierbaum an der Thermenbahn am Nordkopf ostwärts, mithin aus der Niederung der Safen ins Tal der Lafnitz, wobei sie den beginnenden Riedel zwischen beiden Gewässerfurchen in einem Waldstück gerade nicht tangierte. Dann schwenkte die Trasse in gestrecktem Verlauf Richtung Nordosten und hielt sich bis zum Endpunkt Neudau im Talboden westlich der mäandrierenden Lafnitz.